# Howard Wright
Howard Gregory Wright, (nacido el 20 de diciembre de 1967 en San Diego, California) es un exjugador de baloncesto estadounidense. Con 2.03 de estatura, su puesto natural en la cancha era el de ala-pívot.

## Trayectoria
- Patrick Henry High School
- Universidad de Stanford (1985-1989)
- Atlanta Hawks (1990)
- Orlando Magic (1990)
- Dallas Mavericks (1991)
- Atlético Madrid Villalba (1991)
- Reims (1991-1992)
- Tri-City Chinook (1992)
- Auxilium Torino (1992-1993)
- Orlando Magic (1993)
- CB Andorra (1993-1994)
- Joventut Badalona (1994-1995)
- CB Murcia (1995-1996)
- Japan Energy Griffins (1996-1998)
- Toyota Motors Pacers (1998-2000)